# Selenia nigrumbata
Selenia nigrumbata är en fjärilsart som beskrevs av Barend J. Lempke 1951. Selenia nigrumbata ingår i släktet Selenia och familjen mätare. Inga underarter finns listade.